# Lazar Hrebeljanović
Stefan Lazar Hrebeljanović (Servisch: Стефан Лазар Хребељановић) (Prilepac (Servië), ±1329 - Kosovo Polje (Merelveld), 28 juni 1389) was een Servisch vorst van 1371 tot 1389.  Hij bracht door een verzoening met het patriarchaat van Constantinopel (1375), door de vereniging van de noordelijke en de centrale Servische gebieden en door verdragen met Bosnië, de Bulgaren en enkele Albanese-dynastieën een Balkanalliantie tegen de Turken tot stand. 
In 1389 werd hij als Tsaar aller Serven gecanoniseerd. Zijn vader heette Pribac, de naam van zijn moeder is onbekend. De familienaam Hrebeljanović komt uit latere overleveringen, die teruggaan op een zekere Hrebalj als stamvader, die zijn wortels had in Grbalj, de burcht van Kotor in Montenegro. Pribac was de woordvoerder van tsaar Stefan Uroš IV Dušan, hetgeen ook voor Lazar de weg vrijmaakte naar carrière aan het hof van de tsaar, en waardoor hij er ook een uitstekende opvoeding kreeg.
Na het uiteenvallen van de Nemanjićdynastie en het ineenstorten van het Servische tsarenrijk werd Lazar de machtigste heerser binnen Servië en heerste hij over Raška en delen van Kosovo. De hoofdstad van zijn vorstendom was Kruševac. Onder zijn heerschappij werd het Servisch-orthodoxe patriarchaat erkend. 
Lazar leidde de grootste opstand tegen de oprukkende Ottomanen, die hij in 1387 versloeg bij Pločnik. Wegens ontrouw aan de hem sinds 1386 opgelegde vazaliteitsverplichtingen werd hij door sultan Moerad I in 1388 van de Bulgaren geïsoleerd en vervolgens verslagen in de Slag op het Merelveld in 1389.  Moerad I werd gedood in de slag en de gevangengenomen Lazar werd op bevel van Moerads opvolger, Bajezid I, ter dood gebracht.
Hij leeft voort in de Zuidslavische volksepen (heldendichten) en de Servisch-orthodoxe Kerk verklaarde hem heilig als de Heilige Martelaar en Tsaar Lazar. Zijn feestdag wordt gevierd op 28 juni.
Zijn gebeente werd opgebaard in het door hem gestichte klooster Ravanica, in de nabijheid van de stad Čuprija bij Jagodina. In 1889 werd de Servische, later Joegoslavische, Orde van de Heilige Prins Lazarus naar hem genoemd.